# Велбі (Колорадо)
Велбі (англ. Welby) — переписна місцевість (CDP) в США, в окрузі Адамс штату Колорадо. Населення — 15 553 особи (2020).

## Географія
Велбі розташоване за координатами 39°50′25″ пн. ш. 104°57′55″ зх. д. / 39.84028° пн. ш. 104.96528° зх. д. (39.840215, -104.965345).  За даними Бюро перепису населення США в 2010 році переписна місцевість мала площу 9,84 км², з яких 9,57 км² — суходіл та 0,27 км² — водойми.

## Демографія
Згідно з переписом 2010 року, у переписній місцевості мешкало 14 846 осіб у 5005 домогосподарствах у складі 3559 родин. Густота населення становила 1509 осіб/км².  Було 5352 помешкання (544/км²).
Расовий склад населення:
| - 70,0 % — білих - 2,3 % — корінних американців - 1,7 % — чорних або афроамериканців - 1,3 % — азіатів - 0,2 % — вихідців з тихоокеанських островів - 20,3 % — осіб інших рас |

До двох чи більше рас належало 4,3 %. Частка іспаномовних становила 54,7 % від усіх жителів.
За віковим діапазоном населення розподілялося таким чином: 29,6 % — особи молодші 18 років, 62,6 % — особи у віці 18—64 років, 7,8 % — особи у віці 65 років та старші. Медіана віку мешканця становила 30,7 року. На 100 осіб жіночої статі у переписній місцевості припадало 102,0 чоловіків;  на 100 жінок у віці від 18 років та старших — 101,4 чоловіків також старших 18 років.
Середній дохід на одне домашнє господарство  становив 54 136 доларів США (медіана — 45 000), а середній дохід на одну сім'ю — 56 205 доларів (медіана — 48 245). Медіана доходів становила 35 536 доларів для чоловіків та 30 277 доларів для жінок. За межею бідності перебувало 15,8 % осіб, у тому числі 17,1 % дітей у віці до 18 років та 10,1 % осіб у віці 65 років та старших.
Цивільне працевлаштоване населення становило 7271 осіб. Основні галузі зайнятості: роздрібна торгівля — 16,0 %, мистецтво, розваги та відпочинок — 13,7 %, будівництво — 12,8 %.